# یاکوب د گین سوم

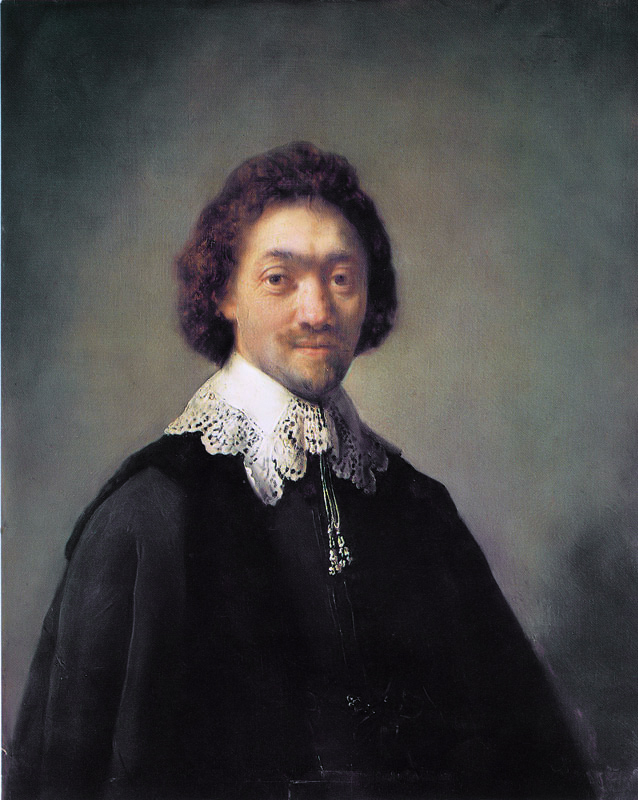
تک‌چهره ماوریتس هایگنس که در هامبورگ نگهداری می‌شود

یاکوب د گین سوم (به هلندی: Jacob de Gheyn III) (زاده ۱۵۹۶ – درگذشته ۱۶۴۱) نقاش و قلم‌زن دوره طلایی هلند (قرن هفدهم میلادی) بود. رامبرانت از او تک‌چهره کوچکی کشید که تاکنون چهار بار ربوده شده و از این نظر رکورددار است.

## تک‌چهره
رامبرانت در سال ۱۶۳۲ تک‌چهره کوچکی به ابعاد ۲۹٫۹ × ۲۴٫۹ سانتی‌متر (۱۱٫۸ × ۹٫۸ اینچ) از یاکوب د گین سوم کشید. وی تک‌چهره دیگری از دوست گین، ماوریتس هایگنس نیز کشید که جفت این تابلو می‌باشد. هایگنس لباسی مشابه به تن دارد و صورتش در جهت مخالف است.
تک‌چهره یاکوب د گین سوم از سال ۱۹۶۶ تاکنون چهار بار دزدیده شده است. این تابلو بیش‌تر از هر نقاشی دیگری در تاریخ دزدیده شده که از این نظر رکورددار است. شهرت این تابلو مانعی بر فروخته شدن آن توسط ربایندگانش بوده است. این تک‌چهره یکبار از تاریخ ۱۴ اوت ۱۹۸۱ تا ۳ سپتامبر ۱۹۸۱ ربوده شد که پلیس آن را همراه با چهار مرد در تاکسی یافت که آسیبی ندیده بود. یکبار تابلو در آلمان غربی یافت شد. یکبار نیز در حیاط یک کلیسا و بار دیگر پشت دوچرخه‌ای یافت شد. کوچک بودن تابلو آن را به هدفی آسان برای دزدان تبدیل کرده است. این تک‌چهره اکنون در گالری عکس  دالویچ در لندن نگهداری می‌شود.